# Dimère de (cyclopentadiényl)tungstène tricarbonyle
Le dimère de (cyclopentadiényl)tungstène tricarbonyle est un complexe organométallique de formule chimique [(η5-C5H5)W(CO)3]2. Il s'agit d'un solide rouge foncé dont la molécule adopte une géométrie en tabouret de piano. Il existe selon deux conformères, l'un gauche et l'autre anti. Les six ligands CO sont terminaux, sans ligand pontant, tandis que la liaison W–W a une longueur de 322,2 pm. 
On le prépare en faisant réagir de l'hexacarbonyle de tungstène W(CO)6 avec du cyclopentadiénure de sodium Na(C5H5) puis en oxydant le (η5-C5H5)W(CO)3Na obtenu.

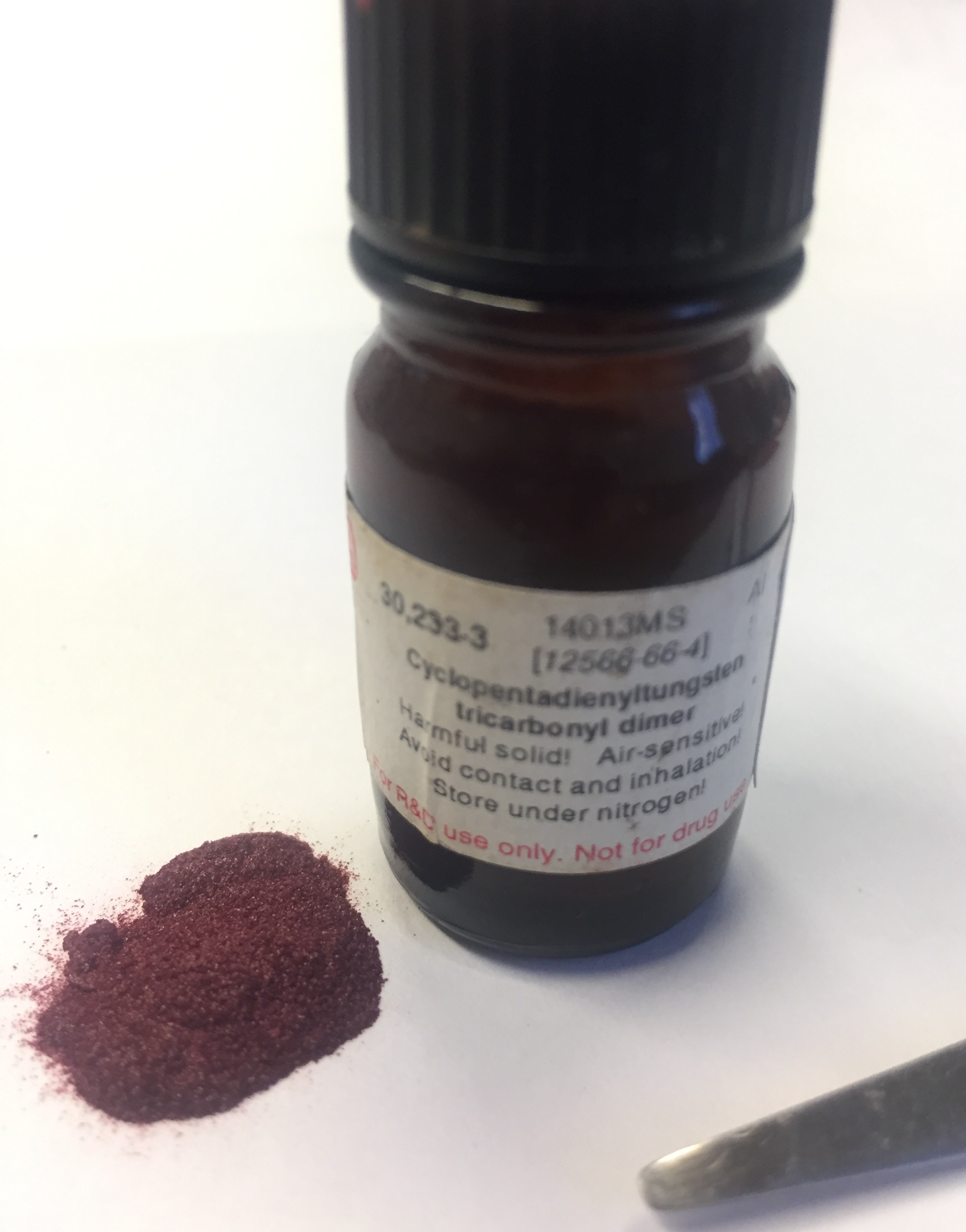
Échantillon de [(η5-C5H5)W(CO)3]2.